# ピウア・ファアサレレ
ピウア・ファアサレレ（Piula Faʻasalele、1988年1月22日 - ）は、プロD2・ビアリッツ・オランピックに所属するラグビーユニオン選手。

## プロフィール
- ニュージーランド・ウェリントン出身[1]。
- ポジションはフランカー(FL)。
- 身長 196cm、体重 117kg
- サモア代表キャップは21（2020年12月現在）でワールドカップ2019のサモア代表に選ばれた[2]。

## 略歴
ニオール、ラ・ロシェル、カストル・オランピック、トゥールーズを経て、2019年、USAペルピニャンに加入。
トゥールーズを経て、2024年、ビアリッツ・オランピックに加入。